# 로저 리브시
로저 리브시(Roger Livesey, 1906년 6월 25일 ~ 1976년 2월 4일)는 영국의 연극 배우, 영화배우, 텔레비전 배우이다.

## 영화
- 햄릿(영어판) (1969년)
- 오이디푸스 왕 (1967년)
- 엔터테이너 (1960년)
- 신사동맹 (1960년) - 마이크로프트 역
- 디 인티밋 스트레인저 (1956년)
- 천국으로 가는 계단 (1946년)
- 내가 가는 곳은 어디인가 (1945년)
- 직업 군인 캔디씨 이야기 (1943년)
- 드럼 (1938년)
- 렘브란트 (1936년)
- 바다의 사나이들 (1935년)